# Con chó ma

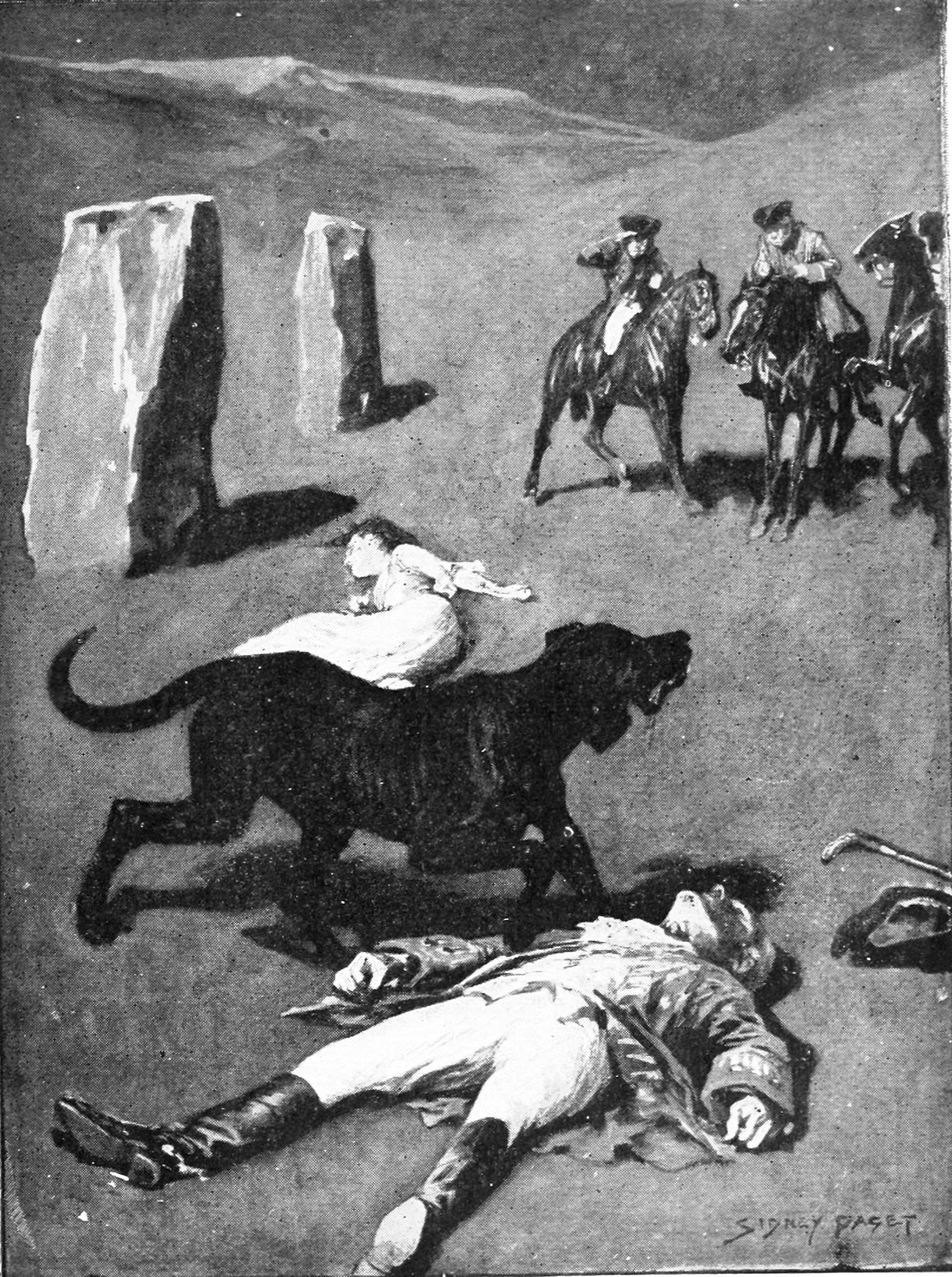
Con chó của dòng họ Baskervilles

Con chó ma (Black dog hay Ghost dog) là một mô típ về một thực thể siêu linh hoặc ma quỷ được ghi nhận chủ yếu trong văn hóa dân gian của Quần đảo Anh. Con chó ma là loài vật xuất hiện về ban đêm, trong một số trường hợp là loài vật biến hình, và thường được cho là có liên hệ với ma quỷ hoặc được mô tả như một con ma hoặc con chó địa ngục siêu nhiên. Sự xuất hiện của nó được coi là dấu hiệu của cái chết. Con chó ma thường được cho là lớn hơn một con chó bình thường và thường có đôi mắt lớn phát sáng lấp lánh. Theo huyền thoại thì chó ma là một sinh vật màu đen, lông xù xì, to lớn, quỷ dị, có đôi mắt to có thể phát sáng trong đêm tối, chúng còn có thể tàng hình và thay hình đổi dạng.
Nó đôi khi được kết hợp với các cơn bão điện (chẳng hạn như sự xuất hiện của Black Shuck ở Bungay, Suffolk) và cũng với các ngã tư, nơi hành quyết và các con đường cổ. Nguồn gốc của loài chó ma rất khó phân biệt và khác nhau. Trong thần thoại châu Âu, con chó được gắn liền với cái chết như con chó Cŵn Annwn (xứ Wales), Garmr (Bắc Âu) và chó ngao Xéc-be/Cerberus (Hy Lạp) tất cả đều là những con thú bảo vệ của thế giới ngầm hay địa ngục. Con chó ma thường bị coi là nham hiểm, ác độc, và một số ít (chẳng hạn như Barghest và Shuck) được cho là có hại. Chúng là chất liệu để Conan Doyle viết lên vụ kỳ án "Con chó của dòng họ Baskervilles".
Ở vùng Dartmoor, người ta truyền nhau rằng "ma chó" chính là linh hồn của tên điền chủ ác độc Cabell, người đã bán linh hồn mình cho quỷ dữ để được giàu có. Khi gã chết đi, vì mong muốn không ai đụng vào gia tài mình nên đã hóa thành "bóng ma chó đen" để bảo vệ của cải. Một ngày nọ, bầu trời đen kịt, từ giữa cơn bão, một con chó đen đột ngột xuất hiện. Nó chạy về phía nhà thờ khiến cho tất cả giáo dân hoảng loạn và bỏ chạy, nó lao vào hai người đang quỳ cầu nguyện, giết chết họ gần như ngay lập tức và làm cho một người khác co quắp vì lửa thiêu. Những "bóng ma chó đen" còn được đồn đại rằng chúng cũng hay viếng thăm những nơi như pháp trường hoặc những khu nghĩa địa, người ta thường nhìn nó như một linh hồn trừng phạt những tội ác.

## Những con chó ma

### Black Shuck

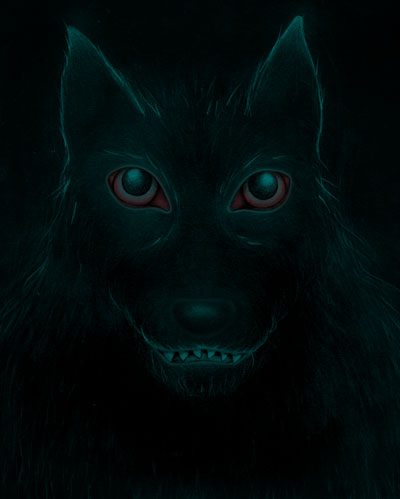
Con chó ma Black Shuck

Người dân Anh lưu truyền những câu chuyện hãi hùng về quái thú huyền thoại Black Shuck. Nó được mô tả là con chó ma đáng sợ. Chó ma Black Shuck là tên của một con chó ma đi lang thang qua những làn sương mù bảng lảng ở Norfolk, Suffolk ở nước Anh một đất nước nổi tiếng với những bóng ma bí ẩn. Bóng ma loài này thưởng lởn vởn trong rừng, có hàm răng nanh đen lớn với đôi mắt đỏ ngầu hoặc xanh lá cây như mắt mèo. Những câu chuyện dân gian kể lại rằng, chỉ cần bắt gặp Black Shuck hoặc trực tiếp nhìn vào mắt của nó, thì trong vòng một năm, nạn nhân sẽ lìa đời trong vòng một năm. Câu chuyện về quái thú huyền thoại Black Shuck lần đầu tiên được ghi lại là vào năm 1127.
Black Shuck hay còn gọi với nhiều cái tên khác như Old Shuck, Old Shock hay đơn giản gọi là Shuck. Những cái tên đó để chỉ một con chó đen ma quỷ đi lang thang khắp các vùng quê xưa ở Anh.  Sinh vật bí ẩn này xuất hiện tại Anh khiến người dân thời đó hoang mang, sợ hãi. Các nhân chứng cho hay đã nhìn thấy khoảng 20-30 con Black Shuck trong suốt 50 ngày liên tục. Theo lời kể của nhân chứng, Black Shuck là con chó sói ma có bộ lông màu đen và có hàm răng nanh đen lớn. Sinh vật bí ẩn này có đôi mắt đỏ ngầu hoặc xanh lá cây như mắt mèo. Nhiều giai thoại kể rằng những con chó sói ma thường đi lang thang trên những con đường tối tăm hay lối đi bộ hoang vắng. Tiếng hú của Black Shuck khiến người nghe phải khiếp sợ.
Sự xuất hiện của con chó ma Black Shuck như báo hiệu một điềm xui rủi cho người nhìn thấy chúng. Có nhiều nhân chứng cam đoan đã nhìn thấy Black Shuck, hay chí ít là những dấu vết cho thấy sự tồn tại của nó. Người ta nói rằng nó là một con chó ma với bộ lông đen xì, vóc dáng to cỡ một con bê hoặc một con ngựa, và đặc biệt đáng sợ là đôi mắt của nó, một đôi mắt rực lửa mà đứng từ xa người ta vẫn có thể nhìn thấy nó xuyên qua lớp sương mù. Thậm chí, quái vật này di chuyển mà không phát ra tiếng động khiến người ta không cảm nhận được chúng đang đến gần. Do vậy, để tránh gặp điều xui xẻo dẫn đến mất mạng, người dân Anh thường nhắm chặt mắt khi nghe thấy tiếng hú hãi hùng của nó.
Black Shuck thường hay đi lảng vảng trong các khu rừng, đầm lầy và nghĩa trang. Bóng tối và sương mù là đồng minh của nó, càng khiến nó trở thành một huyền thoại đáng sợ. Một báo cáo được ghi nhận lại bởi nhiều nhân chứng ở nhà thờ xứ Suffolk năm 1577 về một cuộc tấn công bởi một sinh vật to lớn và đen xì, giống như một con chó ngao khổng lồ. Nó giết chết 2 người và làm đổ sập cả mái nóc nhà thờ, để lại những dấu chân rực lửa trên đường nó đi qua. Theo mô tả từ nhiều sách xưa thì Black Shuck có hình dáng như một con chó và có kích thước của một con bê hoặc ngựa. Nó là một con chó màu đen to lớn, có bộ lông xù và đôi mắt to. Một số văn bản biến thể ghi nhận đôi khi Black Shuck chỉ có một con mắt duy nhất ở trán. Một số dẫn chứng cũng cho rằng câu chuyện trong Harry Potter bắt gặp con chó lang thang màu đen. Và sau này phát hiện ra chính là Sirius trong phần Harry Potter và tên tù nhân ngục Azkaban lấy cảm hứng từ câu chuyện Black Shuck.

### Con chó săn
Con chó của dòng họ Baskervilles (The Hound of the Baskervilles) là một con chó sát thủ trong tiểu thuyết cùng tên. Trong tác phẩm này, nhà văn Arthur Conan Doyle đã có những đặc tả về con chó ma. Về nguồn gốc con chó của dòng họ Baskerville, có rất nhiều lời đồn đại khác nhau. Nó được miêu tả như một quái vật, một con thú to tướng, đen ngòm, giống như chó nhưng to hơn chó rất nhiều, con quái vật cắn xé cổ họng của nạn nhân rồi quay đầu nhìn, quai hàm trễ xuống và cặp mắt sáng long lanh, để lại những vết chân của một con chó khổng lồ. Một vài người dân địa phương đã trông thấy trong khu đầm lầy Grimpen một sinh vật kỳ dị phù hợp với sự mô tả về con quỷ của dòng họ Baskerville. Nó không giống với bất cứ loài động vật nào được khoa học nói đến, đấy là bóng ma có kích thước khổng lồ, người toả sáng và trông rất quái đản.

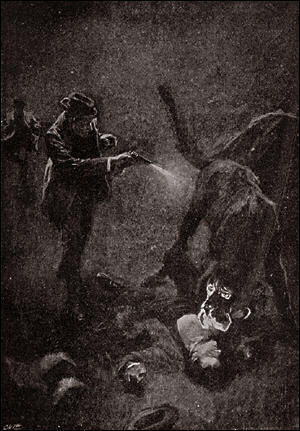
Con chó ma bị giết

Truyền thuyết và huyền thoại về con chó quái đản như luôn luôn ám ảnh dòng họ Baskerville. Một đêm nọ, có tiếng gầm gừ không rõ, sau là tiếng rống rồi lại dần dần chuyển sang tiếng rên bi thảm, những âm thanh hoang dã, dọa dẫm được lặp đi lặp lại liên tục, tràn ngập cả không trung. Con chó hư ảo để lại dấu vết trên mặt đất chính là con chó rống to lên. Một tiếng gào thét kinh hãi kéo dài, ghê sợ và đau đớn, phá tan bầu không khí trên khu đầm lầy tĩnh mịch vọng tới từ trong lòng sâu của khu đầm lầy Grimpen, hoà trộn là những âm thanh khác, gầm gừ, trầm trầm. Và cuối cùng khi Sherlock Holmes và Bác sĩ Watson tìm đến thì tiếng dậm thình thịch đều đều vang lên ngay trong đám sương mù tiến gần đến.
Khi nhìn thấy con vật đang chạy tới là con chó khổng lồ, đen tuyền chưa một ai trông thấy một con chó như thế, ngọn lửa phun ra từ cái mõm rộng toang hoác của nó, đôi mắt sáng rực như than hồng, mõm và bốn chân thì có ánh sáng nhấp nhánh. Con vật dữ tợn đang từ màn sương mù chồm về, con quái vật vừa đánh hơi vừa nhảy vun vút theo vết của nạn nhân, và thám tử Holmes nổ súng, tiếng rống đinh tai vang lên liền sau đó. Nhưng con chó vẫn không dừng lại mà tiếp tục phóng về phía trước. Tiếng kêu đau đớn của con chó đã làm tiêu tan nỗi khiếp đảm, nếu nó đã bị thương thì nó không phải là ma quỷ gì và theo tiếng rống khàn khàn của con chó, họ đến đúng lúc con vật đang chồm lên miếng mồi của mình.
Thám tử Holmes đã nã vào hông nó năm phát súng liền, con chó tru lên lần cuối cùng, ngã vật ra, cả bốn chân co giật rồi nằm im bất động, chiếc mõm lóng lánh gớm ghiếc, con chó khổng lồ đã tắt thở, nó đã chết và cái bóng ma theo đuổi dòng họ đã bị kết liễu vĩnh viễn. Con quái vật nằm trước mặt vẫn còn có thể làm bất kỳ ai kinh hãi bởi kích thước và sức mạnh của nó. Dường như con vật này là sự pha trộn giữa giống chó ngao và chó chăn bò vạm vỡ, với sức mạnh của con sư tử cái trẻ trung. Cái mõm to sụ của con vật dường như vẫn còn tỏa ra nhưng tia lửa màu lam nhạt, còn đôi mắt hung dữ sâu hoắm của nó được phủ những vòng lửa chung quanh, cái đầu lấp lánh của nó là lân tinh. Sẽ có người trông thấy một con chó nhưng không ngờ rằng con quái vật này lại to như thế.
Sương mù cản trở nên không thể đón đầu con chó được. Thủ phạm đã cho con chó đánh hơi chiếc giày khi hướng dẫn nó lần theo vết nạn nhân. Ở một trong những túp lều tìm thấy một cái vòng treo trên tường, dây xích và rất nhiều xương bị gặm vì hung thủ giữ con chó của mình tại đây, thứ bột nhão trong hộp sắt tây là hợp chất phát sáng đã bôi vào con chó. Chính truyền thuyết về con chó của dòng họ Baskerville đã nảy ra trong óc thủ phạm ý nghĩ. Nạn nhân đã kể truyền thuyết về con chó, hung thủ Stapleton đã bắt tay thực hiện ý định với tất cả sự sành sỏi. Một tên giết người tầm thường trong trường hợp này có lẽ hài lòng với một con chó độc, nhưng đã tạo ra một con quỷ dữ
Hung thủ đã mua con chó theo con đường phía Bắt trở về Devonshire, đi vòng qua khu đầm lầy, mang con chó về nhà mà không bị ai để ý. Trong thời gian đi bắt bướm, đã phát hiện ra con đường đi sâu vào đầm lầy Grimpen và tìm ra một nơi nhốt con chó dữ và đã để con chó ở đây, xích lại, sau đó, tới chỗ con chó, bôi lên người nó chất lân tinh rồi dẫn nó tới nơi nạn nhân sẽ phải đến. Con chó bị chủ kích thích, nhảy qua cửa hàng giậu, lao theo, cảnh tượng chung quanh là bóng đêm, rượt theo sau trong bóng đêm ấy, là một con vật khổng lồ mõm phát sáng, còn mắt thì rực lửa, con chó có ngửi rồi bỏ đi mà không đụng vào người. Stapleton gọi con chó của mình, vội vàng dắt nó trở lại rồi đi sâu vào vùng đầm lầy.

### Chó Amazon

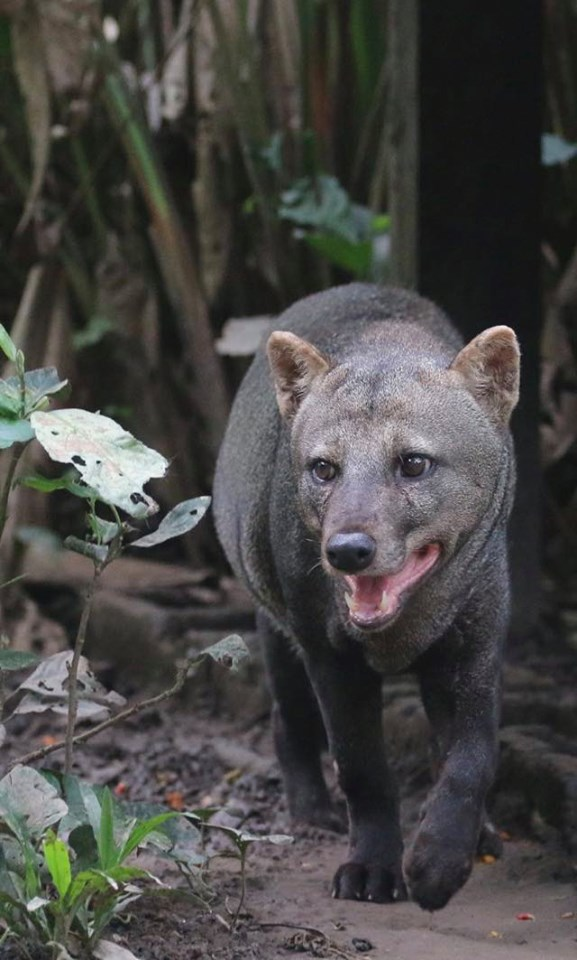
Loài chó tai ngắn được đồn rằng là bóng ma của Amazon

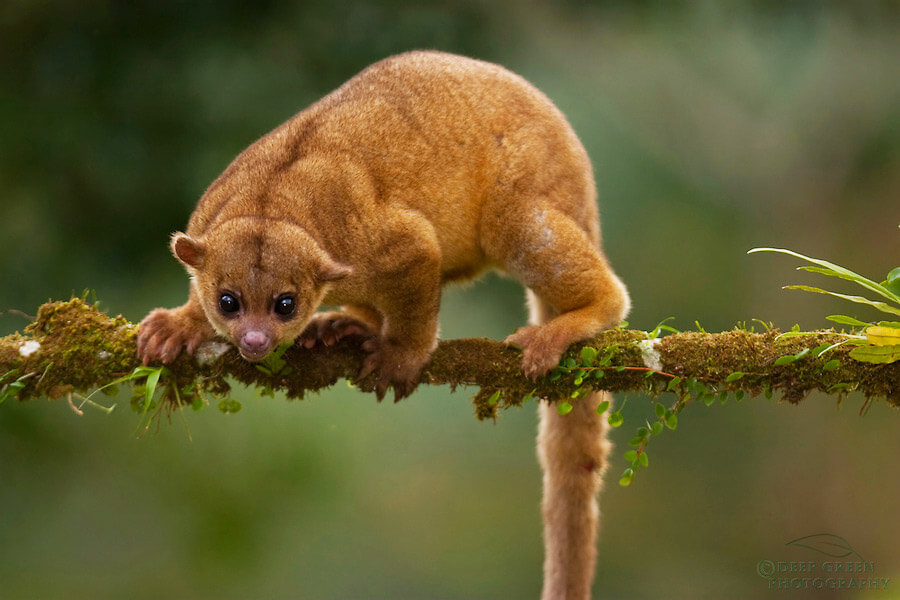
Potos flavus

Ẩn sâu trong rừng mưa Amazon có loài thú bí ẩn và rất khó phát hiện, người ta hay gọi là chó ma hay ma chó hay "bóng ma của Amazon" một loài vật bí ẩn nhất của rừng rậm Amazon nhưng đó chỉ là một loại chó tai ngắn là loài duy nhất của chi Atelocynus nó nhút nhát, hay thậm chí còn so sánh chúng với những bóng ma. Nhiều người dân địa phương, những người thường xuyên đi rừng, cũng cho biết rất ít khi nhìn thấy chúng. Tương truyền, nếu nhìn vào mắt của ma chó thì trong vòng một năm sẽ chết, nó được cho là "hung tinh" báo hiệu sự chết chóc. Ở miền nam Mexico và Trung Mỹ văn hóa dân gian, thì Cadejo là một con chó đen lớn ám ảnh những du khách đi bộ vào ban đêm trên đường nông thôn.
Những con chó đen với đôi mắt rực lửa được báo cáo trên khắp châu Mỹ Latin từ Mexico đến Argentina dưới nhiều tên khác nhau bao gồm Perro Negro (tiếng Tây Ban Nha có nghĩa là chó đen), Nahual (Mexico), Huay Chivo và Huay Pek (Mexico) được đánh vần là Uay/Way/Waay Chivo/Pek, Cadejo (Trung Mỹ) và Lobizon (Paraguay và Argentina). Chúng thường được cho là hiện thân của Ác quỷ hoặc một phù thủy thay đổi hình dạng. El Cadejo là một con vật thần thoại thường theo dõi mọi người say rượu trên đường phố vào ban đêm như một kẻ rình mò, nó có hình dạng của một con chó đen lớn với đôi mắt trông giống như cục lửa và những cái răng lớn. Nhiều năm qua thì tại Trung và Nam Mỹ đã lưu hành một câu chuyện truyền thuyết cổ xưa. Mỗi khi mặt trời xuống bóng, mây đem phủ kín bầu trời sẽ xuất hiện một con quỷ có hình dạng con chó khổng lồ có tên "El Cadejo".
Con quỷ này sẽ bắt đi những loài động vật, súc vật, cả những kẻ say rượu lang thang ngoài đường, sau đó nó sẽ đem những con vật đó tra tấn cho đến chết. Một ngôi làng nhỏ ở San Radael Pacaya, Guatemala thuộc Trung Mỹ xảy ra rất nhiều vụ mất tích vật nuôi hoặc vật nuôi bị chết trên nương rẫy. Từ đây tin đồn về con quỷ El Cadejo xuất hiện khiến nhiều người dân vô cùng hoang mang và lo sợ. Các con vật tiếp tục bị chết và mất tích. Người dân trong làng đã tập hợp các thanh niên trực đêm, quyết diệt trừ con quỷ dữ để nó không thể làm điều ác, hằng đêm đều có một tốp người săn quỷ El Cadejo. Vài ngày sau, họ cũng đã bắt được con ác quỷ trong truyền thuyết với ngoại hình giống như lời đồn và đã dùng đá và gậy đánh đập con quỷ cho tới chết.
Câu chuyện trừ quỷ El Cadejo đã kết thúc có hậu, và sẽ là một giai thoại truyền mãi nhưng một nhà sinh vật học đã chỉ ra rằng, con ác quỷ mà dân làng gọi đó là một loài động vật quý hiếm có tên là Potos flavus (hay còn gọi là kinkajou, là một loài thuộc họ Gấu mèo). Loài thú sinh sống trên cây này không phải là loài có khả năng gây nguy hiểm dù người ta hiếm khi nhìn thấy nó tập quán sinh hoạt về đêm. Tuy Potos flavus là động vật ăn tạp, nhưng thức ăn của chúng là các loại trái cây, thỉnh thoảng chúng cũng ăn trứng chim, côn trùng, vhúng không đủ khả năng làm tổn thương động vật. Potos flavus sinh sống ẩn sâu trong các khu rừng nơi không có bóng dáng con người và mang bản tính nhút nhát. Những con potos flavus vô tội đã bị giết chết bởi sự kém hiểu biết của người dân bằng việc lạm sát một loài động vật quý hiếm.